# Кенберт
Кенберт (Коенбрюхт) (англ. Cenberht, др.-англ. Cēnberht, Cœ̅nberht; умер в 661) — субкороль в Уэссексе. Возможно он был королём гевиссов в 645—648 годах — во время изгнания королём Мерсии Пендой короля Кенвала, а позже делил с ним власть или был субкоролём.

## Происхождение
Кенберт происходил из одной из ветвей Уэссекской королевской династии, по традиции восходящей к королю Кердику. «Англосаксонская хроника» в статье за 685 года приводит генеалогию предков короля Кэдваллы, сына Кенберта. Согласно ей, основателем этой ветви был король Кевлин (умер в 593), свергнутый с престола в 591 или 592 году и изгнанный из Уэссекса в 592 году, после чего трон перешёл к другой ветви рода. У него был сын Кутвин Уэссекский, оставивший минимум двух сыновей. Один из них, Кедды, и был отцом Кенберта.

## Биография
О биографии Кенберта почти ничего неизвестно. «Англосаксонская хроника» сообщает о смерти в 661 году «короля Кенберта». Барбара Йорк полагает, что Кенберт мог править в Уэссексе в 645—648 годах — во время изгнания королём Мерсии Пендой короля Кенвала, а позже делил с ним власть или был субкоролём.
Барбара Йорк полагает, что Уэссекс в VII веке представлял собой совокупность провинций, которые в разные периоды были подчинены королями гевиссов (западных саксов). Возможно, что для управления ими вместо местных правителей назначались близкие родственники королевской семьи, однако представители крупных ветвей королевской династии, возможно, обладали наследственными правами на некоторые провинции. По мнению исследовательницы, это может объяснить, почему Кенберт оказался королём, правящим совместно со своим троюродным братом Кенвалом.

## Брак и дети
Имя жены Кенберта неизвестно. Дети:
- Кэдвалла (около 659 — 20 апреля 689), король гевиссов (Уэссекса) в 685—688 годах[3][5].
- Мул (убит в 687), король Кента с 686 года[3][5].